# Valérie Mennezein-Bellenoue
Valérie Bellenoue, née le 27 mars 1975 à Schiltigheim, est une tireuse sportive française.

## Biographie
Valérie Bellenoue décroche en 1994 le titre du champion du monde dans la discipline du tir à la carabine à l’air comprimé à Milan, Italie. Elle est sacrée championne d'Europe de tir à la carabine à 10 mètres en 1995 et en 2000, et vice-championne d'Europe de cette discipline en 1997 et en 2001.
Elle participe aux Jeux olympiques en 1996 à Atlanta (terminant quatrième du tir à la carabine à 10 mètres), en 2000 à Sidney et en 2004 à Athènes (10m et 50m),.
Elle intègre la Fédération Française de Tir en 1997 comme conseillère technique Est, après une formation à l'INSEP Paris. Elle devient Référent Expertise haut niveau au niveau national puis prend le poste de Directrice du haut-niveau et de la performance au sein de la Direction Technique Nationale. Elle est nommée membre du conseil d'administration du centre de ressources, d'expertise et de performance sportive de Strasbourg en 2015 (suppléante puis titulaire en 2016) jusqu'en 2020.